# Ла-Рошпо
Ла-Рошпо́ (фр. La Rochepot) — коммуна во Франции, находится в регионе Бургундия. Департамент коммуны — Кот-д’Ор. Входит в состав кантона Арне-ле-Дюк. Округ коммуны — Бон.
Код INSEE коммуны — 21527.

## Историческая справка
Коммуна Ла-Рошпо получила своё название и широкую известность благодаря замку Шато-де-Ла-Рошпо, первые упоминания о котором известны с 1180 года под названием "Шато-Ла-Рош-Ноле". В 1403 году замок был куплен рыцарем Ренье По (Regnier Pot), который переименовал его.
Коммуна Ла-Рошпо знаменита своими тысячелетними винодельческими традициями. Основные культивируемые сорта винограда: Пино-нуар и Шардоне.

## Население
Население коммуны на 2010 год составляло 280 человек.
| 1962 | 1968 | 1975 | 1982 | 1990 | 1999 | 2010 |
| ---- | ---- | ---- | ---- | ---- | ---- | ---- |
| 287  | 275  | 258  | 272  | 241  | 259  | 280  |

## Экономика
В 2010 году среди 171 человека трудоспособного возраста (15—64 лет) 120 были экономически активными, 51 — неактивными (показатель активности — 70,2 %, в 1999 году было 71,9 %). Из 120 активных жителей работали 115 человек (65 мужчин и 50 женщин), безработных было 5 (3 мужчин и 2 женщины). Среди 51 неактивных 14 человек были учениками или студентами, 24 — пенсионерами, 13 были неактивными по другим причинам.